# Lithomyrtus obtusa
Lithomyrtus obtusa är en myrtenväxtart som först beskrevs av Stephan Ladislaus Endlicher, och fick sitt nu gällande namn av Neil Snow och Gordon P. Guymer. Lithomyrtus obtusa ingår i släktet Lithomyrtus och familjen myrtenväxter.
Artens utbredningsområde är Queensland. Inga underarter finns listade i Catalogue of Life.